# San Juan Bautista Guelache
San Juan Bautista Guelache es una localidad del estado mexicano de Oaxaca. Es cabecera del municipio de San Juan Bautista Guelache.

## Demografía
| Censo | Población |
| ----- | --------- |
| 1900  | 843       |
| 1910  | 902       |
| 1921  | 509       |
| 1930  | 400       |
| 1940  | 474       |
| 1950  | 562       |
| 1960  | 663       |
| 1970  | 700       |
| 1980  | 832       |
| 1990  | 946       |
| 1995  | 897       |
| 2000  | 877       |
| 2005  | 827       |
| 2010  | 855       |
| 2020  | 977       |